# Central Point Software
Central Point Software, Inc. (kurz CP oder CPS) war ein führender US-amerikanischer Software-Utilities-Hersteller für den PC-Markt. CPS wurde 1994 für 64 Mio. $ von Symantec erworben.

## Geschichte
CPS wurde von Michael Burmeister-Brown (Mike Brown) 1980 in Central Point (Oregon) gegründet, was auch den Namen der Firma begründete. CPS war in den 1980ern der Hauptkonkurrent von Peter Norton Computing. Sein „Flaggschiff“ PC Tools war ein integriertes grafisches DOS-Oberflächen- und Hilfsprogrammpaket. Es konkurrierte gegen die Norton Utilities, den Norton Commander sowie Xtree. Die Bestandteile „Mirror, Undelete und Unformat“ des PC Tools lizenzierte CPS an Microsoft und IBM als externe DOS-Dienstprogramme für die Nutzung in den Versionen 5.x und 6.x von MS-DOS bzw. PC DOS.
Die PC Tools waren in gewisser Weise ihrer Zeit voraus. So hatte der CP-Dateimanager Integration von Archiven, angedockter Dateibetrachter mit Formaterkennung statt Formatbehandlung anhand Dateiendung, vollständiger Integration von Undelete, Verwendung von Tabs; Symantec behauptete, dass „defrag in einer Multitaskingumgebung“ unmöglich wäre und die PC Tools beherrschten es dennoch. Symantecs Lösung war schlussendlich, Central Point zu kaufen. CPS stellte auch eine Macintosh-Version der PC Tools her, die Mac Tools.
Im Jahre 1992 wurde mit Central Point Backup 7.2 eine neue Version für den deutschen Markt herausgebracht. Diese beinhaltete neben einem Virenschutz auch individuelle Anpassungsmöglichkeiten und orientierte sich an den damals aktuellen Standards von Windows 3.1. Unter anderem eine wesentliche Neuerung der Central Point Software Version 7.2 war die Tatsache, dass es sich dabei um ein zeitgesteuertes Backup handelte.
Sein anderes Hauptprodukt war Central Point Anti-Virus (CPAV), das auf einer lizenzierten Version von Carmel Software Turbo Anti-Virus basierte. Die erste Version von CPAV war in CP Backup integriert, wo entsprechend Virensuche statt Sicherung gewählt werden musste. Die vollständige Oberfläche orientierte sich bis zur letzten Version am Look & Feel von CP Backup. CPS lizenzierte Kernel, Expressoberfläche für DOS (vereinfachte Version der Bedienung mit erhöhtem Speicherbedarf) und die Windowsversion von CPAV 1.4 an Microsoft, um Microsoft Antivirus für DOS und Windows herzustellen (MSAV u. MWAV), während zeitgleich CPAV 2.0 auf den Markt kam.

## Programme
- PC Tools für DOS & Windows
- More PC Tools für Windows
- Mac Tools für Macintosh mit 68k-Prozessor
- Central Point Anti-Virus für DOS, Windows, OS/2, Novell Netware
- CP Backup für DOS & Windows
- Central Point Desktop Windows
- Copy II+ für den Apple II
- Copy II PC für DOS (und optional als damit verwendbare Hardware das Central Point Deluxe Option Board)
- Copy II 64 für den Commodore 64
- Xtree

## Akquisitionen
- 1991: ?: Commute
- 1992: Eikon Systems Inc.
- 1993: Maxa Corp.: Alert! & Snooper (Macitosh-Utilities)
- 1993: XTree Company: Xtree[3]